# Kim Nasmyth
Kim Ashley Nasmyth (né le 18 octobre 1952) est un généticien britannique, professeur Whitley de biochimie à l'université d'Oxford, membre du Trinity College d'Oxford, ancien directeur scientifique de l'Institut de recherche en biologie moléculaire (IMP) et ancien chef du département de biochimie de l'université d'Oxford,. Il est surtout connu pour ses travaux sur la ségrégation des chromosomes lors de la division cellulaire.

## Jeunesse et éducation
Nasmyth est né à Londres en 1952 de James Ashley (Jan) Nasmyth et Jenny Hughes. Son père Jan est un double descendant du roi Charles II et fondateur de la société d'édition Argus Media,. Il fréquente le Collège d'Eton, dans le Berkshire, puis l'Université d'York, où il étudie la biologie<. Nasmyth termine ensuite ses études supérieures dans le groupe de Murdoch Mitchison à l'Université d'Édimbourg. Il y travaille sur le cycle cellulaire aux côtés de Paul Nurse et sa thèse de doctorat porte sur le contrôle de la réplication de l'ADN dans la levure de fission. Dans le laboratoire de Mitchison, il apporte des contributions substantielles à l'étude du cycle cellulaire chez la levure de fission en isolant et en caractérisant les mutants du cycle cellulaire et en identifiant pour la première fois un produit génique (ADN ligase) dans ces mutants.

## Carrière et recherches

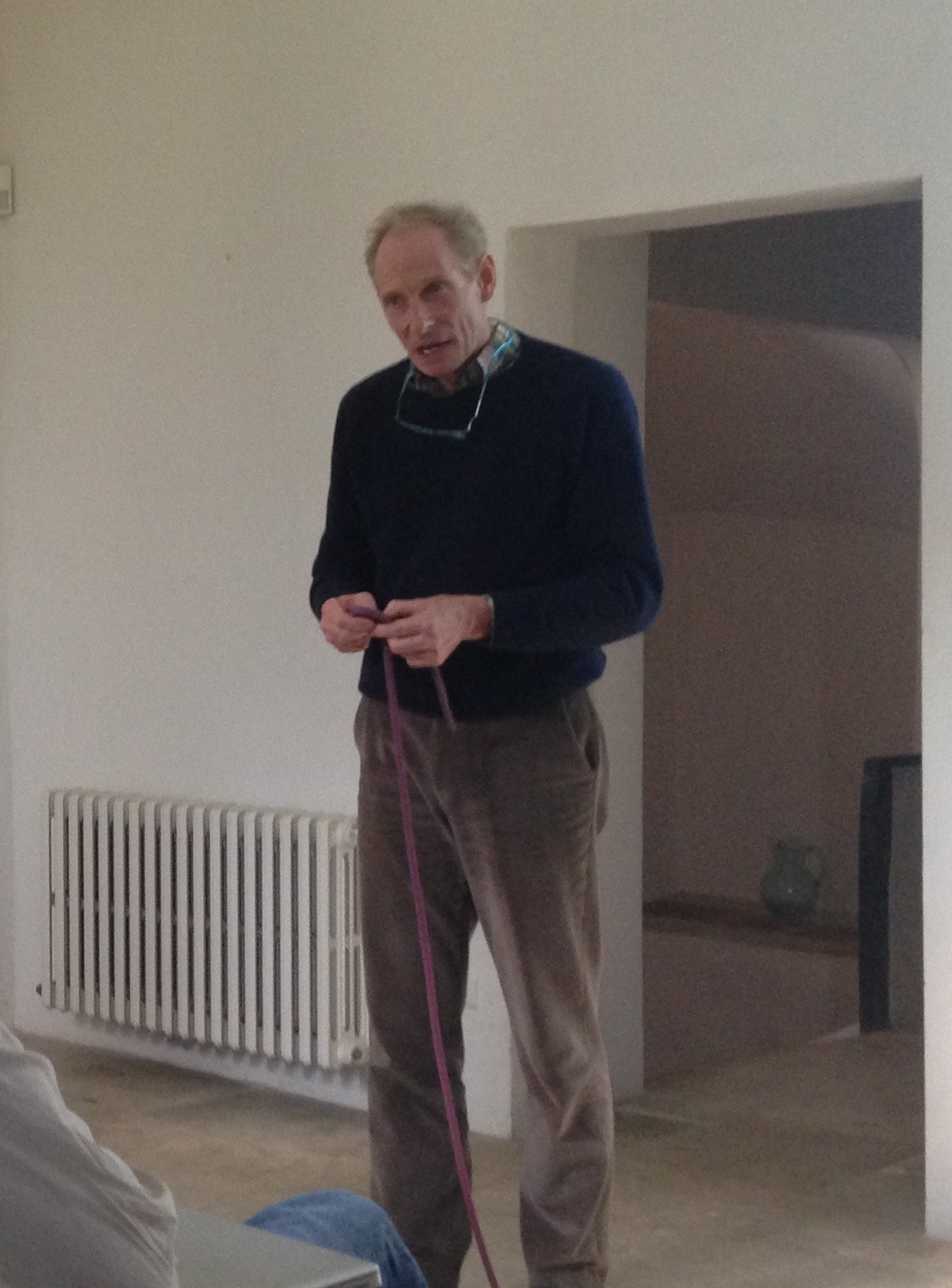
Kim Nasmyth explique l'extrusion d'une boucle avec une corde d'escalade

Nasmyth rejoint le laboratoire de Ben Hall à Seattle en tant que chercheur postdoctoral où il développe des méthodes de clonage de gènes par complémentation dans la levure et, en collaboration avec Steve Reed, clone le gène CDC28 de la levure bourgeonnante Saccharomyces cerevisiae.
En tant que chef de groupe à Cambridge, Nasmyth s'intéresse au phénomène de changement de type d'accouplement chez la levure. En collaboration avec Kelly Tatchell, il clone le locus de type sexuel de S. cerevisiae et découvre, de manière surprenante, que des copies « silencieuses » des gènes de type sexuel, y compris leurs promoteurs, sont conservées dans le chromosome de la levure. Il s'agit du premier cas où la position d'un gène dans le chromosome a une signification biologique démontrable, et cela incite Nasmyth à abandonner ses travaux sur le cycle cellulaire pendant un certain temps et à se concentrer plutôt sur l'étude du silençage génique. Il est l’un des premiers à démontrer que l’expression des gènes peut être régulée par des éléments de contrôle spécifiques, distants du début de la transcription.
Max Birnstiel (en) invite Nasmyth à le rejoindre à l'Institut de recherche en biologie moléculaire (IMP) nouvellement fondé à Vienne, en Autriche, où il est directeur. Nasmyth devient l'un des trois premiers chefs de groupe seniors recrutés par Birnstiel en 1986. À l'IMP, Nasmyth change son orientation, passant du silençage génétique au contrôle du cycle cellulaire. Au milieu des années 1990, Nasmyth co-découvre l'APC/C et montre que son activité induit la ségrégation des chromosomes. En utilisant des mutants sensibles à la température de l'APC/C, il découvre plusieurs gènes nécessaires à la cohésion des chromatides sœurs qui, comme nous le savons maintenant, codent des sous-unités du complexe de cohésion. Nasmyth a depuis montré que la cohésine forme un anneau, que les chromatides sœurs sont maintenues ensemble dans cet anneau et qu'elles sont libérées par clivage de la cohésine par la séparase. Après le départ à la retraite de Max Birnstiel, Nasmyth devient directeur scientifique de l'IMP en 1997.
En 2006, Nasmyth quitte l'IMP pour devenir chef du département de biochimie de l'Université d'Oxford, poste qu'il occupe jusqu'en 2011. Nasmyth continue de diriger un groupe de recherche dans ce département. Il est membre du Conseil consultatif de la Campagne pour la science et l'ingénierie,,. Ses recherches sont financées par le Medical Research Council (MRC), le Wellcome Trust et Cancer Research UK,,.
Il devient membre de la Royal Society en 1989, obtient le Prix Louis-Jeantet pour la Médecine en 1997, le prix Gairdner en 2007 et le prix Breakthrough en 2018. 

## Vie privée
Nasmyth épouse Anna Dowson, fille de Philip Dowson, en 1982 et a deux filles. Son frère cadet est le designer de meubles Luke Hughes. Il est également copropriétaire d'un vignoble dans le sud de la France. Nasmyth détenait un grand nombre d'actions dans la société de son père, Argus Media, valant un milliard de dollars, jusqu'à son achat par General Atlantic en 2016,. En 2014, il est nommé directeur de la société Badger Lane Management. Durant son séjour à Vienne, Nasmyth devient citoyen autrichien.